# 諾蘭斯堡 (肯塔基州)
諾蘭斯堡（英語：Nolansburg）是位於美國肯塔基州哈倫縣的一個非建制地區。

## 地理
諾蘭斯堡所處的海拔為高於海平面393米（即1289英呎），而該地所採用的時區為UTC-5，即北美東部時區（EST）。同時該地設有夏令時間，為UTC-5調快一小時，即UTC-4（EDT）。